# ویلیام هیس
ویلیام هیس (انگلیسی: William Heise; 1847 – ۱۴ فوریهٔ ۱۹۱۰) یک کارگردان و فیلم‌بردار اهل ایالات متحده آمریکا بود.

## فیلم‌شناسی
- بوسه (کارگردان)
- صحنه آهنگری (فیلم‌بردار)
- مسخره‌بازی (کارگردان)
- خوشامدگویی دیکسون (تهیه‌کننده)
- مردان مشت‌زن (کارگردان)
- بازی با توپ (کارگردان)